# Neger Neger
Neger Neger ist ein Soloalbum des deutschsprachigen Rappers B-Tight. Es erschien am 27. April 2007 über das Berliner Label Aggro Berlin und damit sieben Jahre nach seinem Debütalbum Sein Album. Neger Neger wurde im April 2008 indiziert.

## Entstehungsgeschichte
Nachdem bereits für 2004 ein Soloalbum von B-Tight angekündigt worden war, wurde es diverse Male verschoben, bis es im April 2007 schließlich veröffentlicht wurde. B-Tight nutzte die Jahre zwischen seinen Soloalben um die EPs Der Neger (in mir) und X-Tasy, sowie das Mixtape Heiße Ware, welches er zusammen mit Tony D aufgenommen hatte, zu veröffentlichen.
Das Album ist als Nachfolger zu der EP Der Neger (in mir) angelegt. Sowohl der Titel als auch das Artwork ähneln sich und behandeln B-Tights Abstammung als Halb-Schwarzer und Halb-Weißer. Dabei wird ein Kampf zwischen den beiden Einflüssen inszeniert, wie zum Beispiel im Werbeslogan „B-Tight wird zum Neger wenn er sauer ist!“, ein bewusst provokativer Umgang mit rassistischen Klischees.

## Versionen
Neger Neger erschien, wie zuvor bereits diverse Veröffentlichungen von Aggro Berlin, in einer Standard und einer Premium Edition. Die Premium Edition besteht dabei aus dem Inhalt der Standard Version und einer zweiten CD auf der, laut Aussage von B-Tight, sechs persönlichere Songs und das Video zu Ich bins zu finden sind.
Am 17. August 2007 erschien zusätzlich eine Ghetto Edition ohne richtige Hülle und Booklet. Diese ist preisgünstiger als die Standard Edition und beinhaltet zwei Bonustracks.
Nachdem Neger Neger im April 2008 indiziert wurde, erschien am 13. Juni 2008 eine zensierte Neger Neger X-Edition, die nur in der Premium Edition ausgeliefert wird. Die Lieder In den Mund!!!, Kein Problem, Szenario und Ich sehe dich, sowie diverse Skits, mussten gestrichen werden. Als Ausgleich wurden die beiden Lieder Kämpfen und Träumer beigefügt.

## Inhalt

### TitellisteNeger Neger
| Standard Version 1. Intro – 0:58 2. Neger Neger – 3:31 3. Ich bins – 2:52 4. So gut – 3:14 5. Zack! Zack! (Berlin) – 3:18 6. In den Mund!!! – 2:39 7. Ein Schlag (feat. Alpa Gun) – 3:59 8. Biaaaatch (Skit) – 0:50 9. Hör nich auf (feat. Sido) – 2:54 10. Der Coolste – 3:52 11. Jetzt komme ich (feat. Greckoe) – 2:52 12. Fick Dich (Sinfonie) – 2:26 13. Kein Problem (feat. Grüne Medizin) – 3:31 14. Was soll ich machen – 3:46 15. Bobby Dick (feat. Berlin) – 4:29 16. Pump mich (feat. Tony D) – 4:04 17. Sex und Gewalt (Skit) (feat. Shizoe) – 0:27 18. Szenario (feat. Kitty Kat) – 3:06 19. Spielverderber (feat. Fler) – 3:49 20. 10 kleine Negerlein – 3:22 21. B-Tight & Tony D (Skit) – 1:02 22. Ich sehe dich (feat. Tony D) – 3:35 23. Outro – 0:10 | CD 2 der Premium Edition 1. Alles ändert sich – 3:35 2. Das Geständnis (feat. Kitty Kat) – 4:22 3. Meine Geschichte – 3:31 4. Bis ins Grab (feat. Shizoe) – 4:18 5. Alles Votzen (außer Mama) – 3:49 6. Annemarie (feat. Dan) – 3:59 7. Ich bins (Bobby Dick) Musikvideo – 2:55 |

### TitellisteNeger Neger X
| Standard Version 1. Intro – 0:59 2. Neger Neger – 3:31 3. Ich bins – 2:52 4. So gut – 3:14 5. Zack! Zack! (Berlin) – 3:18 6. Kämpfen – 7. Ein Schlag (feat. Alpa Gun) – 3:59 8. Hör nich auf (feat. Sido) – 2:54 9. Der Coolste – 3:52 10. Träumer – 11. Jetzt komme ich (feat. Greckoe) – 2:52 12. Fick Dich (Sinfonie) – 2:26 13. Was soll ich machen – 3:46 14. Bobby Dick (feat. Berlin) – 4:29 15. Pump mich (feat. Tony D) – 4:04 16. Spielverderber (feat. Fler) – 3:49 17. 10 kleine Negerlein – 3:22 18. Outro – 0:10 | CD 2 der Premium Edition 1. Alles ändert sich – 3:35 2. Das Geständnis (feat. Kitty Kat) – 4:22 3. Meine Geschichte – 3:31 4. Bis ins Grab (feat. Shizoe) – 4:18 5. Alles Votzen (außer Mama) – 3:49 6. Annemarie (feat. Dan) – 3:59 7. Ich bins (Bobby Dick) Video – 2:55 |

### Beschreibung der Lieder

#### In den Mund!!!
In den Mund!!! ist ein Disstrack gegen den Rapper D-Irie. Dieser wird zwar namentlich nicht genannt, jedoch geht aus dem Zusammenhang des Textes und Interviews hervor, dass B-Tight auf den Shok-Muzik-Rapper anspielt. B-Tight stellt sich als Sieger des einige Monate zuvor vorangegangenen Streits, bei dem D-Irie die Single Was jetzt los!?!, auf welcher er Aggro Berlin im Allgemeinen und Fler und B-Tight im Speziellen disst, veröffentlicht hat, dar. Bereits vor der Veröffentlichung von Neger Neger machten sich B-Tight und Aggro Berlin darüber lustig, dass D-Irie es mit seiner Musik trotz großer Unterstützung seiner Plattenfirma und der Medien nicht geschafft hatte, in die Charts einzusteigen. Das Lied ist ein Indizierungsgrund des Albums Neger Neger.

#### Pump mich
Dieser Song beinhaltet durch den charakteristischen Tai-Jason-Beat und die Beteiligung von Tony D, welcher die Hookline brüllt, diverse musikalische Elemente, die dem Crunk zuzuordnen sind. Inhaltlich geht es darum, dass B-Tight und Tony D den Zuhörer auffordern, die Musik lauter aufzudrehen und Partys zu feiern („Crunk mit mir“). B-Tight rappt dabei zwei Strophen, während Tony D die zweite Strophe übernimmt und die Hook beisteuert.

#### Alles ändert sich
Der Track beginnt mit dem von B-Tight gesprochenen Satz „Ich bin jetzt Papa“. Alles ändert sich behandelt die charakterliche Wandlung, die Menschen im Allgemeinen und B-Tight im Speziellen im Leben durchlaufen. B-Tight spricht davon, dass sich sein Leben zum Positiven hin verändert hat und dass daraus für ihn Zufriedenheit resultiert. Außerdem spricht er an, dass man mit zunehmendem Alter vermehrt Verantwortung übernehmen muss und nennt Beispiele von Menschen, die sich dagegen zur Wehr setzen. In der zweiten Strophe macht B-Tight deutlich, dass er ungern wieder Kind wäre und dass er versucht, seiner Tochter die Kindheit zu ermöglichen, die er „gerne gelebt hätte“.

#### Bis ins Grab
Auf Bis ins Grab singt Shizoe die Hookline und zwei Strophen. Inhaltlich geht es um die Unterscheidung zwischen echten und falschen Freunden. Die Musiker sagen aus, dass sie für loyale Freunde „bis zum Tod“ kämpfen würden. Besonders B-Tight hebt die Bedeutung von Ehrlichkeit in einer freundschaftlichen Beziehung hervor („Für Lügen hab' ich kein Verständnis.“). Außerdem machen die Rapper deutlich, dass die Herkunft, der soziale Stand und das Einhalten von Gesetzen für eine Freundschaft bedeutungslos sind.

#### Alles Votzen (außer Mama)
Alles Votzen (außer Mama) handelt von B-Tights Beziehungen zu diversen Frauen aus seinem Umfeld und seiner Kindheit. Der Song besteht aus drei Strophen. In der ersten Strophe berichtet B-Tight, dass sich seine Mutter um ihn und seine Schwester gekümmert, sie aber auch geschlagen habe. Dabei habe er selbst versucht, seine Schwester zu schützen. Im zweiten Teil des Tracks rappt B-Tight, wie sein Herz von Frauen „gebrochen“ wurde und dass es heute drei Frauen gehöre. Zudem sagt er aus, dass er dank seiner Schwester nie allein gewesen sei. In der dritten Strophe berichtet B-Tight, wie er vorübergehend bei seinem Onkel und seiner Tante gelebt habe. Der Rapper prangert dabei an, dass seine Tante und seine Mutter von seinem Onkel verprügelt worden seien. Dies würde er in seiner heutigen Situation nicht mehr zulassen.

#### Annemarie
Zu Beginn hört man einen Mann, der von einer Frau namens „Annemarie“ berichtet. Im Anschluss kann der Hörer vernehmen, wie Dan, der später auch singt, an eine Tür klingelt und mit einer Annemarie spricht. Diese wurde ihm von seinen Kumpels empfohlen, da sie sexuelle Praktiken mit Spielzeug ausführt. Im Verlauf des anschließend einsetzenden Liedes wird Annemarie als eine Art Nutte, die für ihre große Anzahl an Sexpartnern bekannt ist, geschildert („Jeder hatte Annemarie“). Die sexuellen Beziehungen sind wahllos („Sie macht keinen Unterschied“), wobei ihr die Gefühle ihrer Partner in diesem Zusammenhang gleichgültig sind. Dan, der auch im Hintergrund des Tracks singt, bezeichnet Annemarie als „das Beste, was es gibt“. Aus dem Song geht nicht hervor, ob es sich bei Annemarie um eine fiktive Person handelt.

#### Bobby Dick
In diesem Song featured B-Tight die Rapper Harris, MOK, Tony D, G-Hot, Alpa Gun, MC Bogy und Frauenarzt. Jeder Rapper hat ein anderes Thema, über das er rappt.

## Produzenten
Die Beats von Neger Neger wurden von den Produzenten DJ Desue, Tai Jason, Joe Rilla, Beatight, Beathoavenz, Beatbusterz, Paul NZA & Marek Pompetzki, Legends, Never Tired und Dan beigesteuert.
- DJ Desue, welcher bei Aggro Berlin vor allem mit Fler zusammenarbeitet, hat die Beats der Songs „Neger Neger“, „Ein Schlag“ und „Spielverderber“ produziert.
- Der Beat zu dem mit Greckoe aufgenommenen Song „Jetzt komm ich“ wurde von Legends beigesteuert.
- Die Beathoavenz sind an dem Track „Zack! Zack!“ beteiligt gewesen.
- Ebenfalls ein Beat wurde von Never Tired produziert. Dieser gehört zu dem Lied „Kein Problem“.
- B-Tight selbst hat, unter dem Pseudonym „Beatight“, die Produktionen zu „In den Mund!!!“ & „Ich seh' dich“ beigesteuert.
- Joe Rilla zeichnet verantwortlich für die Beats der Songs „So Gut“ sowie „Das Geständnis“, der lediglich auf der Premium Edition zu finden ist.
- Paul NZA & M. Pompetzki haben den mit Sido aufgenommenen Titel „Hör nich auf“ produziert.
- Beatbusterz hat die Produktion des Titels „Der Coolste“ übernommen.
- Der Hauptproduzent des Albums ist Tai Jason. Dieser hat die Beats zu „Ich bins“, „Fick dich“, „Was soll ich machen“, „Bobby Dick“, „Pump mich“, „Sex & Gewalt Skit“, „Szenario“ und „10 kleine Negerlein“ der Standard Edition und „Alles ändert sich“, „Bis ins Grab“ und „Alles Votzen“ der Premium Edition produziert.
- Dan hat zwei Produktionen zu den nur auf der Premium Edition zu findenden Liedern „Annemarie“ und „Meine Geschichte“ beigesteuert.

## Gastbeiträge

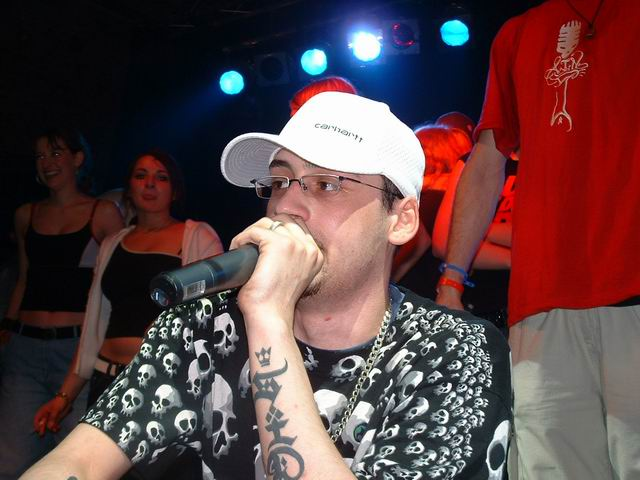
Sido, der auf dem Lied Hör nich auf zu hören ist

Als Features treten ausschließlich Rapper und Sänger aus Berlin auf. Sido und Alpa Gun, mit denen B-Tight kurze Zeit vor der Veröffentlichung des Albums auf Halt's Maul – Zahl Eintritt-Tour war, sind mit je einem Feature vertreten. Damit B-Tights Label Sektenmuzik eine größere Bekanntheit erreicht, sind Greckoe und die Mitglieder von Grüne Medizin auf Neger Neger zu finden. Des Weiteren sind Tony D (auf Pump mich und Ich seh dich), Fler und Kitty Kat auf dem Album vertreten. Der Sänger Shizoe übernimmt je einen Gesangsbeitrag auf der Standard Edition (Sex und Gewalt (Skit)) und auf der Premium Edition (Bis ins Grab). Ausschließlich auf der Premium Edition ist Dan, der auch zwei Beats beisteuert, zu finden. Erwähnenswert ist abschließend der Song Bobby Dick, auf dem die Rap-Künstler Harris, MOK, Tony D, Frauenarzt, G-Hot, Alpa Gun und MC Bogy zu hören sind.

## Vermarktung

### Freetracks
Im Rahmen der Veröffentlichung von Neger Neger verkündete B-Tight, für jede 10.000. verkaufte CD ein Lied gratis zum Download zur Verfügung zu stellen. Der erste sogenannte „Freetrack“ Aus’m Westen wurde am 23. Mai ins Internet gestellt.
Am 15. August folgte der zweite kostenlose Song Die Elite, bei dem die Berliner Rapper Schmökill, Koeppen und Greckoe mitwirken. In einem Videointerview wurde von B-Tight erwähnt, dass die Fans aussuchen dürfen, wer der beim dritten Freetrack dabei ist.
Das dritte Musikstück war Sein wie B! und wurde am 28. November 2007 ins Internet gestellt. Dieses Lied wurde bereits im Jahr 2001 aufgenommen.

### Singles
Die erste Single des Albums ist Ich bins. Sie erschien zeitgleich mit dem Album am 27. April 2007. Neben der Originalversion des Liedes befinden sich auf der Single die Instrumentalversion, ein Joe-Rilla-Remix und ein Bommer-Remix von Ich bins. Als Bonustracks sind die Songs B! is Trumpf und Bobby Dick, welcher auch auf dem Album zu hören ist, auf dem Tonträger zu finden. Das Video zu Ich bins feierte am 11. April in der MTV-Show TRL Premiere. In den regulären TRL Most Wanted-Charts konnte das Lied Platz 3 erreichen. Bei Urban TRL erreichte der Clip nach zahlreichen Wochen auf Platz 2 und 3 die Höchstplatzierung am 12. Juni 2007.
Am 17. August erschien die zweite Single Der Coolste, auf der neben der Albumversion des Songs noch drei Remix-Versionen von Der Coolste und die Songs Männer, Ich komm nicht klar (mit Shizoe) und Beste Muzik enthalten sind. Das Video konnte in der ersten Woche in der Sendung Urban TRL Platz 3 der Most Wanted erreichen. Im Clip sind zahlreiche befreundete Hip-Hop-Musiker von B-Tight zu sehen. Unter anderem spielen Tony D, Joe Rilla, Frauenarzt, Chuky, MC Bogy, Sido und Smoky im Videoclip mit.

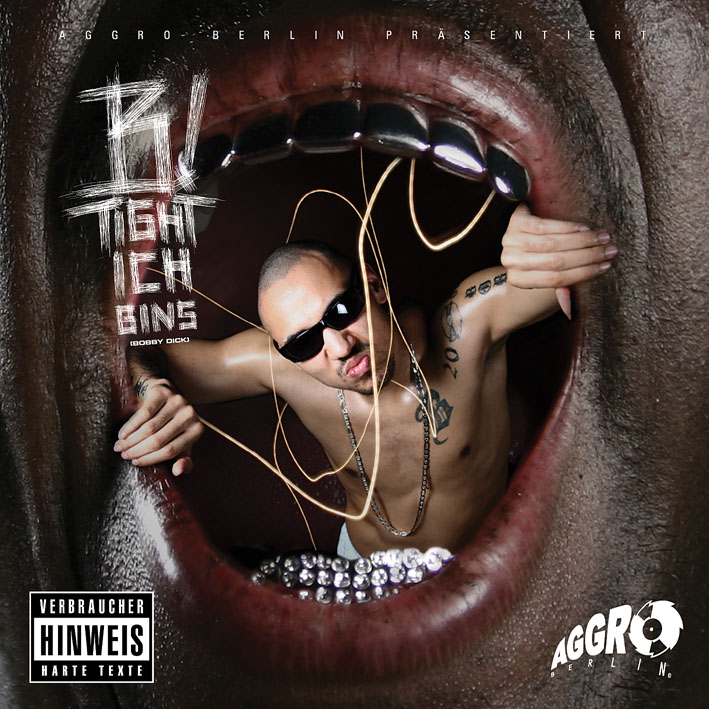
Cover der Single „Ich bin's“
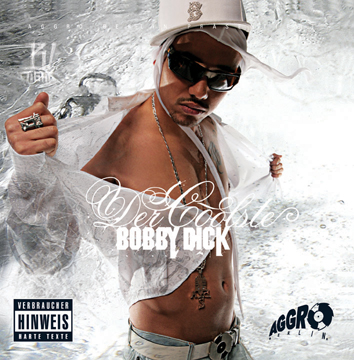
Cover der Single „Der Coolste“

## Kritiken

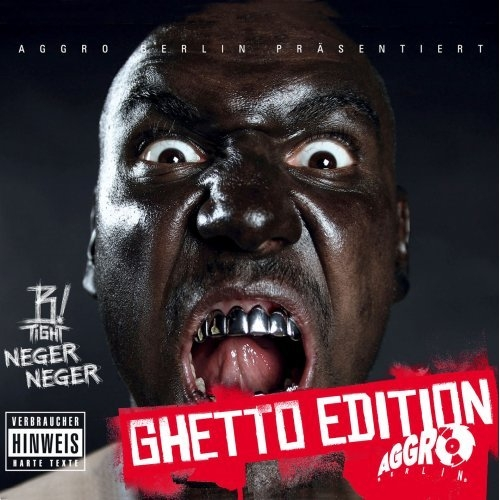
Cover der Ghetto Edition

Die Brothers Keepers kritisierten das Album und die begleitende Marketingkampagne als rassistisch und sexistisch. Speziell kritisiert wurde das Anbringen von Aufklebern mit dem Titel "Neger Neger" in vielen deutschen Städten sowie die Verwendung des Wortes "Neger" in den Liedtexten. Aggro Berlin weisen diese Vorwürfe auf ihrer Homepage zurück.
Neger Neger wurde von der Bundesprüfstelle für jugendgefährdende Medien indiziert. Der Tonträger wurde in die Liste A gesetzt und darf seit dem 30. April 2008 nicht mehr an Jugendliche unter 18 Jahren verkauft werden. Die später erschienene Ghetto Edition wurde ebenfalls indiziert. Seit dem 27. Juni 2008 ist der Verkauf des Tonträgers an Minderjährige verboten.

## Chartplatzierungen
Neger Neger konnte in den offiziellen Album-Charts direkt auf Platz 6 einsteigen. Die Single Ich bins erreichte in der ersten Woche Platz 45 der Single-Charts. In der zweiten Woche fiel das Album auf Platz 32 und die Single auf Platz 61. Neger Neger fiel in der dritten Woche auf Platz 47, die Single stieg auf Platz 54. Im weiteren Verlauf konnte Ich bins die Platzierungen 54, 66, 65 und 65 in der vierten bis siebten Woche erreichen, während das Album laut Media Control auf den Platzierungen 51, 64, 66 und 93 zu finden war.
In der Schweiz stieg Neger Neger auf Platz 35 ein und fiel in den folgenden Wochen auf 52, 72, 78 und 88. Auch in Österreich ist der Rapper mit dem Album in den Charts. In der ersten Woche konnte Neger Neger Platz 16 erreichen und fiel daraufhin auf die Plätze 42, 47, 55 und 60.
Am 10. Oktober 2007 äußerte B-Tight in einem Interview gegenüber B-Stadt.com, dass sich Neger Neger ungefähr 40.000 Mal verkauft hat.
Die zweite Single Der Coolste erreichte Platz 92 der Single-Charts.
| ChartsChartplatzierungen | Höchstplatzierung | Wochen |
| ------------------------ | ----------------- | ------ |
| Deutschland (GfK)        | 6 (7 Wo.)         | 7      |
| Österreich (Ö3)          | 16 (5 Wo.)        | 5      |
| Schweiz (IFPI)           | 35 (5 Wo.)        | 5      |